# Brian Chippendale (cầu thủ bóng đá)
Brian Albert Chippendale (sinh ngày 29 tháng 10 năm 1964) là một cựu cầu thủ bóng đá người Anh. Ông thi đấu ở vị trí tiền vệ chạy cánh.